# Порту Реал
Футебол Клубе ду Порту Реал або просто Порту Реал (порт. Futebol Clube do Porto Real) — аматорський футбольний клуб з Порту Реал на острові Принсіпі, в Сан-Томе і Принсіпі.

## Форма
Форма клубу складається з червоної футболки з чорними рукавами, чорних шортів та жовтих шкарпеток.

## Історія
Порту Реал в 1999 році виграв Чемпіонат острова Принсіпі, але програв у фінальному поєдинку національний чемпіонат представнику острова Сан-Томе Спортінг (Прая-Круж) з рахунком 4:2. У наступні роки справи у клубу йшли менш успішно, про що свідчить третій у 2001 році і останнє місце у сезоні 2002/03. У 2013 році Порту Реал вдруге у своїй історії виграв чемпіонат острова, але в національному фіналі знову програв Спортінгу (Прая-Круж). Порту Реал наступного року знову переміг чемпіона острова (втретє у своїй історії), але поступився в національному фіналі за сумою двох матчів через правило виїзного гола.

## Досягнення
- Чемпіонат острова Принсіпі: 3 перемоги

1999, 2013, 2014

## Статистика виступів у чемпіонатах
| Сезон | Дивізіон                   | Місце                      |
| ----- | -------------------------- | -------------------------- |
| 2001  | 1-й                        | 3-тє.                      |
| 2003  | 1-й                        | last.                      |
| 2012  | Дисуваліфікований на сезон | Дисуваліфікований на сезон |
| 2013  | 1-й                        | 1-ше.                      |
| 2014  | 1-й                        | 1-ше                       |